# Farce Attaque
Farce Attaque est une émission humoristique française diffusée sur la chaine France 2 du 22 mars 1997 au 28 juin 1998 et animée par Laurent Baffie.

## Concept
Chaque semaine, Laurent Baffie visite une ville française, parfois avec un invité surprise, le tout entrecoupé de caméras cachées et de sketchs.

## Fiche technique
- Réalisation : Tafari Tsigé Vidalie, Luc David, Francis Duquet et Fabien Sarfati[2]
- Scénario et auteurs : Laurent Baffie, Jean Dujardin, Bruno Salomone, Fabien Sarfati, Thomas Seraphine et Alric Mercier[2].

## Distribution
- Laurent Baffie
- Jean Dujardin
- Bruno Salomone
- Alain Bouzigues
- Dan Bolender
- Thomas Seraphine
- Garance Giachino